# Primetime Emmy Award voor beste vrouwelijke gastrol in een komedieserie
De Primetime Emmy Award voor beste vrouwelijke gastrol in een komedieserie (Engels: Primetime Emmy Award for Outstanding Guest Actress in a Comedy Series) is een televisieprijs die sinds 1975 elk jaar wordt uitgereikt door de Academy of Television Arts & Sciences. Voor 1989 was de prijs niet genderspecifiek en heette destijds Beste gastoptreden in een komedieserie. Met drie overwinningen is Cloris Leachman recordhoudster.

## Winnaars en genomineerden
De winnaars staan bovenaan in vette letters op een gele achtergrond. De overige actrices die werden genomineerd staan eronder vermeld in alfabetische volgorde.

### 1975-1978
| Jaar                                                                              | Actrice                      | Serie                                        | Rol                                     | Episode | Zender |
| --------------------------------------------------------------------------------- | ---------------------------- | -------------------------------------------- | --------------------------------------- | ------- | ------ |
| 1975 (27e)                                                                        |                              |                                              |                                         |         |        |
| Zohra Lampert                                                                     | Kojak                        | Marina Sheldon                               | "Queen of the Gypsies"                  | CBS     |        |
| Cloris Leachman                                                                   | The Mary Tyler Moore Show    | Phyllis Lindstrom                            | "Phyllis Whips Inflation"               | CBS     |        |
| Shelley Winters                                                                   | McCloud                      | Thelma                                       | "The Barefoot Girls of Bleaker Street"  | NBC     |        |
| 1976 (28e)                                                                        |                              |                                              |                                         |         |        |
| Beste actrice voor een éénmalig optreden in een komedie- of dramaserie            |                              |                                              |                                         |         |        |
| Kathryn Walker                                                                    | The Adams Chronicles         | Abigail Adams                                | "John Adams, Lawyer"                    | PBS     |        |
| Helen Hayes                                                                       | Hawaii Five-O                | Aunt Clara                                   | "Retire In Sunny Hawaii... Forever"     | CBS     |        |
| Sheree North                                                                      | Marcus Welby, M.D.           | June Monica                                  | "How Do You Know What Hurts Me?"        | ABC     |        |
| Pamela Payton-Wright                                                              | The Adams Chronicles         | Louisa Catherine Adams                       | "John Quincy Adams, Diplomat"           | PBS     |        |
| Martha Raye                                                                       | McMillan & Wife              | Agatha                                       | "Greed"                                 | NBC     |        |
| Beste éénmalig optreden van een vrouwelijke bijrol in een komedie- of dramaserie< |                              |                                              |                                         |         |        |
| Fionnula Flanagan                                                                 | Rich Man, Poor Man           | Clothilde                                    | "Part II"                               | ABC     |        |
| Kim Darby                                                                         | Rich Man, Poor Man           | Virginia Calderwood                          | "Part II"                               | ABC     |        |
| Kay Lenz                                                                          | Rich Man, Poor Man           | Kate Jordache                                | "Part VIII"                             | ABC     |        |
| Ruth Gordon                                                                       | Rhoda                        | Carlton's Mother                             | "Kiss Your Epaulets Goodbye"            | CBS     |        |
| Eileen Heckart                                                                    | The Mary Tyler Moore Show    | Flo Meredith                                 | "Mary's Aunt"                           | CBS     |        |
| 1977 (29e)                                                                        |                              |                                              |                                         |         |        |
| Beste actrice voor een éénmalig optreden in een komedie- of dramaserie            |                              |                                              |                                         |         |        |
| Beulah Bondi                                                                      | The Waltons                  | Aunt Martha Corinne Walton                   | "The Pony Cart"                         | CBS     |        |
| Susan Blakely                                                                     | Rich Man, Poor Man Book II   | Julie Prescott                               | "Chapter 1"                             | ABC     |        |
| Madge Sinclair                                                                    | Roots                        | Bell Reynolds                                | "Part IV"                               | ABC     |        |
| Leslie Uggams                                                                     | Roots                        | Kizzy Reynolds                               | "Part VI"                               | ABC     |        |
| Jessica Walter                                                                    | The Streets of San Francisco | Maggie Jarris / Mrs. Reston / Mrs. McCluskey | "Till Death Do Us Part"                 | ABC     |        |
| Beste éénmalig optreden van een vrouwelijke bijrol in een komedie- of dramaserie  |                              |                                              |                                         |         |        |
| Olivia Cole                                                                       | Roots                        | Mathilda                                     | "Part VIII"                             | ABC     |        |
| Sandy Duncan                                                                      | Roots                        | Missy Anne Reynolds                          | "Part V"                                | ABC     |        |
| Eileen Heckart                                                                    | The Mary Tyler Moore Show    | Flo Meredith                                 | "Lou Proposes"                          | CBS     |        |
| Cicely Tyson                                                                      | Roots                        | Binta                                        | "Part I"                                | ABC     |        |
| Nancy Walker                                                                      | Rhoda                        | Ida Morgenstern                              | "The Separation"                        | CBS     |        |
| 1978 (30e)                                                                        |                              |                                              |                                         |         |        |
| Beste actrice voor een éénmalig optreden in een komedie- of dramaserie            |                              |                                              |                                         |         |        |
| Rita Moreno                                                                       | The Rockford Files           | Rita Capkovic                                | "The Paper Palace"                      | NBC     |        |
| Patty Duke                                                                        | Having Babies III            | Leslee Wexler                                |                                         | ABC     |        |
| Kate Jackson                                                                      | James at 15                  | Robin                                        | "Pilot"                                 | NBC     |        |
| Jayne Meadows                                                                     | Meeting of Minds             | Florence Nightingale                         | "Luther, Voltaire, Plato, Nightingale"  | PBS     |        |
| Irene Tedrow                                                                      | James at 15                  | Miss Jordan                                  | "Ducks"                                 | NBC     |        |
| Beste éénmalig optreden van een vrouwelijke bijrol in een komedie- of dramaserie  |                              |                                              |                                         |         |        |
| Blanche Baker                                                                     | Holocaust                    | Anna Weiss                                   | "Part I"                                | NBC     |        |
| Ellen Corby                                                                       | The Waltons                  | Esther Walton                                | "Grandma Comes Home"                    | CBS     |        |
| Jeanette Nolan                                                                    | The Awakening Land           | Granny McWhirter                             | "Part I"                                | NBC     |        |
| Beulah Quo                                                                        | Meeting of Minds             | Keizerin Cixi                                | "Douglass, Tz'u-Hsi, Beccaria, De Sade" | PBS     |        |
| Beatrice Straight                                                                 | The Dain Curse               | Alice Dain Leggett                           | "Part 1"                                | CBS     |        |

### 1986-1989
| Jaar                                  | Actrice                           | Serie                             | Rol                                | Episode                           | Zender                            |                                   |
| Beste gastrol in een komedieserie     | Beste gastrol in een komedieserie | Beste gastrol in een komedieserie | Beste gastrol in een komedieserie  | Beste gastrol in een komedieserie | Beste gastrol in een komedieserie | Beste gastrol in een komedieserie |
| ------------------------------------- | --------------------------------- | --------------------------------- | ---------------------------------- | --------------------------------- | --------------------------------- | --------------------------------- |
| 1986 (38e)                            |                                   |                                   |                                    |                                   |                                   |                                   |
| Roscoe Lee Browne                     | The Cosby Show                    | Dr. Barnabus Foster               | "The Card Game"                    | NBC                               |                                   |                                   |
| Earle Hyman                           | The Cosby Show                    | Russell Huxtable                  | "Happy Anniversary"                | NBC                               |                                   |                                   |
| Danny Kaye                            | The Cosby Show                    | Dr. Burns                         | "The Dentist"                      | NBC                               |                                   |                                   |
| Clarice Taylor                        | The Cosby Show                    | Anna Huxtable                     | "Happy Anniversary"                | NBC                               |                                   |                                   |
| Stevie Wonder                         | The Cosby Show                    | Zichzelf                          | "A Touch of Wonder"                | NBC                               |                                   |                                   |
| 1987 (39e)                            |                                   |                                   |                                    |                                   |                                   |                                   |
| John Cleese                           | Cheers                            | Dr. Simon Finch-Royce             | "Simon Says"                       | NBC                               |                                   |                                   |
| Art Carney                            | The Cavanaughs                    | James "Weasel" Cavanaugh          | "He Ain't Heavy, Father..."        | CBS                               |                                   |                                   |
| Herb Edelman                          | The Golden Girls                  | Stanley Zbornak                   | "The Stan Who Came to Dinner"      | NBC                               |                                   |                                   |
| Lois Nettleton                        | The Golden Girls                  | Jean                              | "Isn't It Romantic?"               | NBC                               |                                   |                                   |
| Nancy Walker                          | The Golden Girls                  | Angela                            | "Long Day's Journey into Marinara" | NBC                               |                                   |                                   |
| 1988 (40e)                            |                                   |                                   |                                    |                                   |                                   |                                   |
| Beah Richards                         | Frank's Place                     | Mrs. Varden                       | "The Bridge"                       | CBS                               |                                   |                                   |
| Herb Edelman                          | The Golden Girls                  | Stanley Zbornak                   | "The Audit"                        | NBC                               |                                   |                                   |
| Geraldine Fitzgerald                  | The Golden Girls                  | Anna                              | "Mother's Day"                     | NBC                               |                                   |                                   |
| Eileen Heckart                        | The Cosby Show                    | Mrs. Hickson                      | "Autumn Gifts"                     | NBC                               |                                   |                                   |
| Gilda Radner                          | It's Garry Shandling's Show       | Zichzelf                          | "Mr. Smith Goes to Nam"            | Showtime                          |                                   |                                   |
| Beste gastactrice in een komedieserie |                                   |                                   |                                    |                                   |                                   |                                   |
| 1989 (41e)                            |                                   |                                   |                                    |                                   |                                   |                                   |
| Colleen Dewhurst                      | Murphy Brown                      | Avery Brown                       |                                    | CBS                               |                                   |                                   |
| Eileen Brennan                        | Newhart                           | Corine Denby                      |                                    | CBS                               |                                   |                                   |
| Diahann Carroll                       | A Different World                 | Marion Gilbert                    |                                    | NBC                               |                                   |                                   |
| Doris Roberts                         | Perfect Strangers                 | Mrs. Bailey                       |                                    | ABC                               |                                   |                                   |
| Maxine Stuart                         | The Wonder Years                  | Mrs. Carples                      |                                    | ABC                               |                                   |                                   |

### 1990-1999
| Jaar               | Actrice            | Rol                       | Serie      |            |
| ------------------ | ------------------ | ------------------------- | ---------- | ---------- |
| 1990 (42e)         |                    |                           |            |            |
| Swoosie Kurtz      | Laurie             | Carol & Company           |            |            |
| Georgia Brown      | Madame Lazora      | Cheers                    |            |            |
| Morgan Fairchild   | Julia St. Martin   | Murphy Brown              |            |            |
| Alexis Smith       | Alice Anne Volkman | Cheers                    |            |            |
| Liz Torres         | Angie              | The Famous Teddy Z        |            |            |
| 1991 (43e)         |                    |                           |            |            |
| Colleen Dewhurst   | Avery Brown        | Murphy Brown              |            |            |
| Whoopi Goldberg    | Professor Jordan   | A Different World         |            |            |
| Frances Sternhagen | Esther Clavin      | Cheers                    |            |            |
| Sada Thompson      | Mama Lozupone      | Cheers                    |            |            |
| Brenda Vaccaro     | Angela Petrillo    | The Golden Girls          |            |            |
| 1992 (44e)         | Geen prijs         | Geen prijs                | Geen prijs | Geen prijs |
| 1993 (45e)         |                    |                           |            |            |
| Tracey Ullman      | Dava Levine        | Love & War                |            |            |
| Carol Burnett      | Zichzelf           | The Larry Sanders Show    |            |            |
| Ruby Dee           | Aurelia Danforth   | Evening Shade             |            |            |
| Shelley Long       | Diane Chambers     | Cheers                    |            |            |
| Gwen Verdon        | Kitty              | Dream On                  |            |            |
| 1994 (46e)         |                    |                           |            |            |
| Eileen Heckart     | Rose Stein         | Love & War                |            |            |
| Diane Ladd         | Louise Burdett     | Grace Under Fire          |            |            |
| Cyndi Lauper       | Marianne Lugasso   | Mad About You             |            |            |
| Marlee Matlin      | Laura              | Seinfeld                  |            |            |
| Marcia Wallace     | Secretary 66       | Murphy Brown              |            |            |
| 1995 (47e)         |                    |                           |            |            |
| Cyndi Lauper       | Marianne Lugasso   | Mad About You             |            |            |
| Bebe Neuwirth      | Lilith             | Frasier                   |            |            |
| Christina Pickles  | Judy Geller        | Friends                   |            |            |
| Jean Stapleton     | Aunt Vivian        | Grace Under Fire          |            |            |
| JoBeth Williams    | Madeline           | Frasier                   |            |            |
| 1996 (48e)         |                    |                           |            |            |
| Betty White        | Zichzelf           | The John Larroquette Show |            |            |
| Shelley Long       | Diane Chambers     | Frasier                   |            |            |
| Rosie O'Donnell    | Zichzelf           | The Larry Sanders Show    |            |            |
| Marlo Thomas       | Sandra Green       | Friends                   |            |            |
| Irene Worth        | Mrs. Mellon        | Remember WENN             |            |            |
| 1997 (49e)         |                    |                           |            |            |
| Carol Burnett      | Theresa            | Mad About You             |            |            |
| Ellen DeGeneres    | Zichzelf           | The Larry Sanders Show    |            |            |
| Laura Dern         | Susan Richmond     | Ellen                     |            |            |
| Marsha Mason       | Sherry             | Frasier                   |            |            |
| Betty White        | Midge Haber        | Suddenly Susan            |            |            |
| 1998 (50e)         |                    |                           |            |            |
| Emma Thompson      | Zichzelf           | Ellen                     |            |            |
| Carol Burnett      | Theresa Stemple    | Mad About You             |            |            |
| Jan Hooks          | Vicki Dubcek       | 3rd Rock from the Sun     |            |            |
| Patti LuPone       | Zora               | Frasier                   |            |            |
| Bette Midler       | Caprice Feldman    | Murphy Brown              |            |            |
| 1999 (51e)         |                    |                           |            |            |
| Tracey Ullman      | Tracy Clark        | Ally McBeal               |            |            |
| Christine Baranski | Dr. Nora Fairchild | Frasier                   |            |            |
| Kathy Bates        | Charlotte Everly   | 3rd Rock from the Sun     |            |            |
| Piper Laurie       | Mrs. Mulhern       | Frasier                   |            |            |
| Laurie Metcalf     | Jennifer           | 3rd Rock from the Sun     |            |            |

### 2000-2009
| Jaar                | Actrice                   | Rol                     | Serie |
| ------------------- | ------------------------- | ----------------------- | ----- |
| 2000 (52e)          |                           |                         |       |
| Jean Smart          | Lorna Lynley              | Frasier                 |       |
| Beatrice Arthur     | Mrs. White                | Malcolm in the Middle   |       |
| Cheri Oteri         | Cindy                     | Just Shoot Me!          |       |
| Debbie Reynolds     | Bobbi Adler               | Will & Grace            |       |
| Holland Taylor      | Letitia DeVine            | The Lot                 |       |
| 2001 (53e)          |                           |                         |       |
| Jean Smart          | Lana Gardner              | Frasier                 |       |
| Jami Gertz          | Kimmy Bishop              | Ally McBeal             |       |
| Cloris Leachman     | Grandma Ida               | Malcolm in the Middle   |       |
| Bernadette Peters   | Cassandra Lewis           | Ally McBeal             |       |
| Susan Sarandon      | Cecilia Monroe            | Friends                 |       |
| 2002 (54e)          |                           |                         |       |
| Cloris Leachman     | Ida                       | Malcolm in the Middle   |       |
| Glenn Close         | Fannie Lieber             | Will & Grace            |       |
| Katherine Helmond   | Lois                      | Everybody Loves Raymond |       |
| Susan Sarandon      | Meg                       | Malcolm in the Middle   |       |
| Frances Sternhagen  | Bunny MacDougal           | Sex and the City        |       |
| 2003 (55e)          |                           |                         |       |
| Christina Applegate | Amy                       | Friends                 |       |
| Georgia Engel       | Pat                       | Everybody Loves Raymond |       |
| Betty Garrett       | Molly Firth               | Becker                  |       |
| Cloris Leachman     | Ida                       | Malcolm in the Middle   |       |
| Betty White         | Sylvia                    | Yes, Dear               |       |
| 2004 (56e)          |                           |                         |       |
| Laura Linney        | Charlotte                 | Frasier                 |       |
| Christina Applegate | Amy                       | Friends                 |       |
| Eileen Brennan      | Zandra                    | Will & Grace            |       |
| Georgia Engel       | Pat                       | Everybody Loves Raymond |       |
| Cloris Leachman     | Ida                       | Malcolm in the Middle   |       |
| 2005 (57e)          |                           |                         |       |
| Kathryn Joosten     | Mrs. McCluskey            | Desperate Housewives    |       |
| Blythe Danner       | Marilyn Truman            | Will & Grace            |       |
| Georgia Engel       | Pat                       | Everybody Loves Raymond |       |
| Cloris Leachman     | Ida                       | Malcolm in the Middle   |       |
| Lupe Ontiveros      | Juanita Solis             | Desperate Housewives    |       |
| 2006 (58e)          |                           |                         |       |
| Cloris Leachman     | Ida                       | Malcolm in the Middle   |       |
| Blythe Danner       | Marilyn Truman            | Will & Grace            |       |
| Shirley Knight      | Phyllis Van de Kamp       | Desperate Housewives    |       |
| Laurie Metcalf      | Cora                      | Monk                    |       |
| Kate Winslet        | Zichzelf                  | Extras                  |       |
| 2007 (59e)          |                           |                         |       |
| Elaine Stritch      | Colleen Donaghy           | 30 Rock                 |       |
| Dixie Carter        | Gloria Hodge              | Desperate Housewives    |       |
| Salma Hayek         | Sofia Reyes               | Ugly Betty              |       |
| Judith Light        | Claire Meade              | Ugly Betty              |       |
| Laurie Metcalf      | Carolyn Bigsby            | Desperate Housewives    |       |
| 2008 (60e)          |                           |                         |       |
| Kathryn Joosten     | Karen McCluskey           | Desperate Housewives    |       |
| Polly Bergen        | Stella Wingfield          | Desperate Housewives    |       |
| Carrie Fisher       | Rosemary Howard           | 30 Rock                 |       |
| Edie Falco          | Celeste "C.C." Cunningham | 30 Rock                 |       |
| Sarah Silverman     | Marci Maven               | Monk                    |       |
| Elaine Stritch      | Colleen Donaghy           | 30 Rock                 |       |
| 2009 (61e)          |                           |                         |       |
| Tina Fey            | Governor Sarah Palin      | Saturday Night Live     |       |
| Jennifer Aniston    | Claire                    | 30 Rock                 |       |
| Christine Baranski  | Beverly Hofstadter        | The Big Bang Theory     |       |
| Gena Rowlands       | Marge                     | Monk                    |       |
| Elaine Stritch      | Colleen Donaghy           | 30 Rock                 |       |
| Betty White         | Crazy Witch Lady          | My Name Is Earl         |       |

### 2010-2019
| Jaar                   | Actrice                     | Rol                       | Serie |
| ---------------------- | --------------------------- | ------------------------- | ----- |
| 2010 (62e)             |                             |                           |       |
| Betty White            | Host                        | Saturday Night Live       |       |
| Christine Baranski     | Beverly Hofstadter          | The Big Bang Theory       |       |
| Kristin Chenoweth      | April Rhodes                | Glee                      |       |
| Tina Fey               | Host                        | Saturday Night Live       |       |
| Kathryn Joosten        | Karen McCluskey             | Desperate Housewives      |       |
| Jane Lynch             | Dr. Linda Freeman           | Two and a Half Men        |       |
| Elaine Stritch         | Colleen Donaghy             | 30 Rock                   |       |
| 2011 (63e)             |                             |                           |       |
| Gwyneth Paltrow        | Holly Holliday              | Glee                      |       |
| Elizabeth Banks        | Avery                       | 30 Rock                   |       |
| Kristin Chenoweth      | April Rhodes                | Glee                      |       |
| Tina Fey               | Host                        | Saturday Night Live       |       |
| Dot-Marie Jones        | Coach Beiste                | Glee                      |       |
| Cloris Leachman        | Maw Maw                     | Raising Hope              |       |
| 2012 (64e)             |                             |                           |       |
| Kathy Bates            | Charlie Harper              | Two and a Half Men        |       |
| Elizabeth Banks        | Avery Jessup                | 30 Rock                   |       |
| Margaret Cho           | Kim Jong-il                 | 30 Rock                   |       |
| Dot-Marie Jones        | Coach Shannon Beiste        | Glee                      |       |
| Melissa McCarthy       | Host                        | Saturday Night Live       |       |
| Maya Rudolph           | Host                        | Saturday Night Live       |       |
| 2013 (65e)             |                             |                           |       |
| Melissa Leo            | Laurie                      | Louie                     |       |
| Dot-Marie Jones        | Shannon Beiste              | Glee                      |       |
| Melissa McCarthy       | Host                        | Saturday Night Live       |       |
| Molly Shannon          | Eileen Foliente             | Enlightened               |       |
| Elaine Stritch         | Colleen Donaghy             | 30 Rock                   |       |
| Kristen Wiig           | Host                        | Saturday Night Live       |       |
| 2014 (66e)             |                             |                           |       |
| Uzo Aduba              | Suzanne "Crazy Eyes" Warren | Orange Is the New Black   |       |
| Laverne Cox            | Sophia Burset               | Orange Is the New Black   |       |
| Joan Cusack            | Sheila Jackson              | Shameless                 |       |
| Tina Fey               | Host                        | Saturday Night Live       |       |
| Natasha Lyonne         | Nicky Nichols               | Orange Is the New Black   |       |
| Melissa McCarthy       | Host                        | Saturday Night Live       |       |
| 2015 (67e)             |                             |                           |       |
| Joan Cusack            | Sheila Jackson              | Shameless                 |       |
| Pamela Adlon           | Pamela                      | Louie                     |       |
| Elizabeth Banks        | Sal                         | Modern Family             |       |
| Christine Baranski     | Dr. Beverly Hofstadter      | The Big Bang Theory       |       |
| Tina Fey               | Marcia                      | Unbreakable Kimmy Schmidt |       |
| Gaby Hoffmann          | Caroline Sackler            | Girls                     |       |
| 2016 (68e)             |                             |                           |       |
| Tina Fey & Amy Poehler | Hosts                       | Saturday Night Live       |       |
| Christine Baranski     | Dr. Beverly Hofstadter      | The Big Bang Theory       |       |
| Melora Hardin          | Tammy Cashman               | Transparent               |       |
| Melissa McCarthy       | Host                        | Saturday Night Live       |       |
| Laurie Metcalf         | Mary                        | The Big Bang Theory       |       |
| Amy Schumer            | Host                        | Saturday Night Live       |       |
| 2017 (69e)             |                             |                           |       |
| Melissa McCarthy       | Host                        | Saturday Night Live       |       |
| Becky Ann Baker        | Loreen Horvath              | Girls                     |       |
| Angela Bassett         | Catherine                   | Master of None            |       |
| Carrie Fisher          | Mia                         | Catastrophe               |       |
| Wanda Sykes            | Daphne Lido                 | Black-ish                 |       |
| Kristen Wiig           | Host                        | Saturday Night Live       |       |
| 2018 (70e)             |                             |                           |       |
| Tiffany Haddish        | Host                        | Saturday Night Live       |       |
| Tina Fey               | Host                        | Saturday Night Live       |       |
| Jane Lynch             | Sophie Lennon               | The Marvelous Mrs. Maisel |       |
| Maya Rudolph           | Judge Gen                   | The Good Place            |       |
| Molly Shannon          | Val                         | Will & Grace              |       |
| Wanda Sykes            | Daphne Lido                 | Black-ish                 |       |
| 2019 (71e)             |                             |                           |       |
| Jane Lynch             | Sophie Lennon               | The Marvelous Mrs. Maisel |       |
| Sandra Oh              | Host                        | Saturday Night Live       |       |
| Maya Rudolph           | The Judge                   | The Good Place            |       |
| Kristin Scott Thomas   | Belinda                     | Fleabag                   |       |
| Fiona Shaw             | Counsellor                  | Fleabag                   |       |
| Emma Thompson          | Host                        | Saturday Night Live       |       |

### 2020-2029
| Jaar                  | Actrice               | Rol                           | Serie |
| --------------------- | --------------------- | ----------------------------- | ----- |
| 2020 (72e)            |                       |                               |       |
| Maya Rudolph          | Senator Kamala Harris | Saturday Night Live           |       |
| Angela Bassett        | Mo                    | A Black Lady Sketch Show      |       |
| Bette Midler          | Hadassah Gold         | The Politician                |       |
| Maya Rudolph          | The Judge             | The Good Place                |       |
| Wanda Sykes           | Moms Mabley           | The Marvelous Mrs. Maisel     |       |
| Phoebe Waller-Bridge  | Host                  | Saturday Night Live           |       |
| 2021 (73e)            |                       |                               |       |
| Maya Rudolph          | Host                  | Saturday Night Live           |       |
| Jane Adams            | Nina Daniels          | Hacks                         |       |
| Yvette Nicole Brown   | Judge Harper          | A Black Lady Sketch Show      |       |
| Issa Rae              | Jess                  | A Black Lady Sketch Show      |       |
| Bernadette Peters     | Deb                   | Zoey's Extraordinary Playlist |       |
| Kristen Wiig          | Host                  | Saturday Night Live           |       |
| 2022 (74e)            |                       |                               |       |
| Laurie Metcalf        | Weed                  | Hacks                         |       |
| Jane Adams            | Nina Daniels          | Hacks                         |       |
| Harriet Sansom Harris | Susan                 | Hacks                         |       |
| Jane Lynch            | Sazz Pataki           | Only Murders in the Building  |       |
| Kaitlin Olson         | DJ                    | Hacks                         |       |
| Harriet Walter        | Deborah               | Ted Lasso                     |       |
| 2023 (75e)            |                       |                               |       |
| Judith Light          | Irene Smothers        | Poker Face                    |       |
| Becky Ann Baker       | Dottie Lasso          | Ted Lasso                     |       |
| Quinta Brunson        | Host                  | Saturday Night Live           |       |
| Taraji P. Henson      | Vanetta               | Abbott Elementary             |       |
| Sarah Niles           | Dr. Sharon Fieldstone | Ted Lasso                     |       |
| Harriet Walter        | Deborah               | Ted Lasso                     |       |
| 2024 (76e)            |                       |                               |       |
| Jamie Lee Curtis      | Donna Berzatto        | The Bear                      |       |
| Olivia Colman         | Chef Terry            | The Bear                      |       |
| Kaitlin Olson         | DJ Vance              | Hacks                         |       |
| Da'Vine Joy Randolph  | Donna Williams        | Only Murders in the Building  |       |
| Maya Rudolph          | Host                  | Saturday Night Live           |       |
| Kristen Wiig          | Host                  | Saturday Night Live           |       |
| 2025 (77e)            |                       |                               |       |
| Olivia Colman         | Chef Terry            | The Bear                      |       |
| Jamie Lee Curtis      | Donna Berzatto        | The Bear                      |       |
| Cynthia Erivo         | Diverse personages    | Poker Face                    |       |
| Robby Hoffman         | Randi                 | Hacks                         |       |
| Zoë Kravitz           | Zichzelf              | The Studio                    |       |
| Julianne Nicholson    | Dance Mom             | Hacks                         |       |